# Науфал Банніс
Науфал Банніс (нід. Naoufal Bannis, нар. 11 березня 2002, Гаага, Нідерланди) — нідерландський футболіст марокканського походження, нападник катарського клубу «Аль-Мархія».

## Ігрова кар'єра

### Клубна
Займатися футболом Науфал Банніс починав у своєму рідному місті Гаага. У 2016 році він приєднався до молодіжної команди роттердамського «Феєнорда». У травні 2018 року футболіст підписав з клубом свій перший професійний контракт. 4 серпня 2019 року в матчі чемпіонату країни проти земляків зі «Спарти» Банніс дебютував у першій команді «Феєнорда».
У січні 2021 року Банніс був відправлений в оренду до клубу другого дивізіону «Дордрехт» до кінця сезону. У січні 2022 року футболіст продовжив свій контракт з «Феєнордом» ще на рік і на решту сезону знову був направлений в оренду до клубу другого дивізіону «Бреда». Сезон 2022/23 Банніс провів, граючи в оренді в «Ейндговені».
У липні 2023 року стало відомо про перехід футболіста до складу катарського клубу «Аль-Мархія».

### Збірна
У 2019 році в складі юнацької збірної Нідерландів (U-17) Науфал Банніс став переможцем юнацького чемпіонату Європи, що проходив в Ірландії.

## Титули
Нідерланди (U-17)
 Чемпіон Європи: 2019